# Rede Ferroviária de Alta Velocidade
Rede Ferroviária de Alta Velocidade, S.A. (RAVE), zu deutsch „Hochgeschwindigkeitsnetz“, war eine portugiesische Projektgesellschaft, deren Aufgabe es war die Planung und den Bau eines normalspurigen Hochgeschwindigkeitsnetzes in Portugal zu betreuen. Das Gesamtprojekt wurde im März 2012 von der portugiesischen Regierung auf Grund der Haushaltslage vorerst eingestellt und die Projektgesellschaft 2014 in die fusionierte Infraestruturas de Portugal eingegliedert.

## Geschichte
Das Unternehmen unter staatlicher Regie wurde im Jahr 2000 auf Basis des decreto-lei n° 323-H/2000 vom 19. Dezember gegründet. Das Kapital der Gesellschaft betrug 2,5 Millionen Euro, wobei der portugiesische Staat mit 60 Prozent und der wiederum staatliche Infrastrukturbetreiber REFER mit 40 Prozent beteiligt waren. Der Vorstandsvorsitzende (presidente) der RAVE war derzeit Luís Filipe Pardal, der auch gleichzeitig Vorstandsvorsitzender des staatlichen Infrastrukturbetreibers REFER ist.
Nach der portugiesisch-spanischen Konferenz 2003 in der Hafenstadt Figueira da Foz vereinbarten die beiden Länder den Bau eines portugiesischen Hochgeschwindigkeitsnetzes mit Normalspur, sodass direkte Zügen zwischen den beiden Nachbarländern möglich wäre. Nach der portugiesisch-spanischen Konferenz 2005 in Salamanca beschlossen beide Regierungen der Strecke Lissabon–Évora–Badajoz–Madrid die höchste Priorität einzuräumen.
Das Gesamtprojekt wurde im März 2012 von der portugiesischen Regierung auf Grund der Haushaltslage vorerst eingestellt und die Projektgesellschaft 2014 in die fusionierte Infraestruturas de Portugal eingegliedert. Der Bau der Schnellfahrstrecke Lissabon–Madrid begann in deutlich veränderter Form, mit einem Fokus auf dem Güterverkehr.
Zur Planungsgeschichte der Linien siehe
- Schnellfahrstrecke Lissabon–Madrid
- Schnellfahrstrecke Lissabon–Porto